# Kheïr Eddine (distrito)
Kheïr Eddine é um distrito localizado na província de Mostaganem, Argélia, e cuja capital é a cidade de mesmo nome. A população total do distrito era de 49 382 habitantes, em 1998.[carece de fontes?]

## Comunas
O distrito está dividido em três comunas:
- Kheïr Eddine
- Aïn Boudinar
- Sayada